# Edwin McMillan
Edwin Mattison McMillan (Redondo Beach, 18 settembre 1907 – El Cerrito, 7 settembre 1991) è stato un fisico statunitense, premio Nobel per la chimica nel 1951 insieme a Glenn T. Seaborg per le loro scoperte nella chimica degli elementi transuranici.

## Biografia
Nato a Redondo Beach, in California, la sua famiglia si spostò molto presto a Pasadena. Fu qui che iniziò gli studi fino a ottenere un bachelor in scienze nel 1928 frequentando il California Institute of Technology e lavorando a un progetto di ricerca con Linus Pauling. L'anno successivo conseguì anche un master in scienze.
Nel 1932, frequentando l'Università di Princeton, ottenne il PhD con una tesi sulla "Deflessione di un fascio di molecole di HCl in un campo elettrico non omogeneo" effettuata sotto la supervisione di Edward Condon. Quindi si unì al gruppo di Ernest Lawrence all'Università della California spostandosi al Lawrence Berkeley National Laboratory (Lawrence Radiation Laboratory) quando questo venne fondato nel 1934.
Nel 1946 divenne full professor a Berkeley e nel 1954 venne nominato direttore associato del Lawrence Berkeley National Laboratory, divenendo successivamente direttore nel 1958, carica che ricoprì fino al suo ritiro nel 1973. Fu eletto nella National Academy of Science nel 1947.

### Vita privata
Sposò Elsie Walford Blumer e insieme ebbero tre figli.

## Attività scientifica
Le sue capacità sperimentali gli permisero di scoprire l'isotopo dell'ossigeno 15O, insieme con Stanley Livingston, e quello del berillio 10Be, insieme con Samuel Ruben.
Nel 1940, a Berkeley, McMillan e Philip Hauge Abelson crearono il nettunio durante un esperimento sulla fissione di 239U tramite utilizzo di neutroni e di un ciclotrone. La reazione di fissione sfruttava l'assorbimento di neutroni da parte di 239U e il successivo decadimento β:
23892U + 10n → 23992U
23992U → 23993Np + 0-1e
McMillan comprese il principio fondamentale della reazione e iniziò a bombardare l'isotopo dell'uranio col deuterio allo scopo di produrre il plutonio. Lo scienziato però si trasferì al Massachusetts Institute of Technology e fu Glenn Theodore Seaborg a portare a termine il lavoro.
Durante la seconda guerra mondiale lavorò in ricerche riguardanti il radar (Massachusetts Institute of Technology), il sonar (San Diego) e le armi nucleari (Los Alamos National Laboratory). Dopo questo frenetico periodo tornò al Lawrence Berkeley National Laboratory,  divenne anche direttore dell'istituto dopo la morte di Ernest Lawrence nel 1958.
Nel 1945 sviluppò delle idee per migliorare il ciclotrone, portando allo sviluppo del sincrotrone. Il sincrotrone venne utilizzato per creare nuovi elementi chimici al Lawrence Berkeley National Laboratory, estendendo la tavola periodica oltre i 92 elementi conosciuti prima del 1940.